# Сельцо (посёлок, Волосовский район)

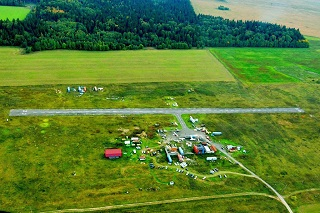
Аэродром «Сельцо»

Сельцо́ — посёлок в Клопицком сельском поселении Волосовского района Ленинградской области, бывший административный центр Сельцовского сельского поселения.

## История
Деревня и мыза Селцо упоминаются на карте Ингерманландии А. Ростовцева 1727 года.
С середины XVIII века мыза Сельцы принадлежала генералу К. Е. Сиверсу, а затем его дочери и внучке.
На карте Санкт-Петербургской губернии Я. Ф. Шмидта 1770 года обозначена деревня Сельцы.
Согласно 8-й ревизии 1833 года мыза Сельцо с деревнями принадлежала жене тайного советника Е. Я. Икскуль.
Затем деревня Селецкая обозначена на карте Санкт-Петербургской губернии Ф. Ф. Шуберта 1834 года.

СЕЛЬЦО — мыза и деревня принадлежат тайной советнице баронессе Икскуль, число жителей по ревизии: 85 м. п., 87 ж. п. (1838 год)

С 1852 года мыза Сельцо принадлежала генералу Н. И. Корфу и его потомкам.
Согласно «Топографической карте частей Санкт-Петербургской и Выборгской губерний» 1860 года в мызе Селецкой находились мельница, кузница и хлебозапасный магазин.

СЕЛЬЦО (СЕЛЬЦА, СЕЛЕЦКАЯ) — мыза владельческая при пруде, по левую сторону Нарвского тракта в 42 верстах от Петергофа, число дворов — 11, число жителей: 45 м. п., 47 ж. п. (1862 год)

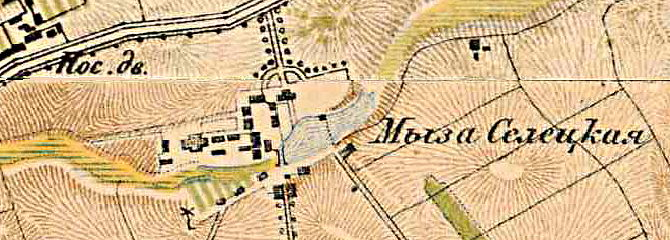
План Селецкой мызы. 1885 год

Согласно карте 1885 года на мызе Селецкой была своя ветряная мельница, к северо-западу от мызы располагался постоялый двор.
Согласно материалам по статистике народного хозяйства Петергофского уезда 1887 года мызы Сельцо и Муратово общей площадью 2929 десятин принадлежали барону М. Н. Корфу, они были приобретены до 1868 года.
В конце XIX века мыза административно относилась к Витинской волости 1-го стана Петергофского уезда Санкт-Петербургской губернии, в начале XX века — 2-го стана.
По данным «Памятной книжки Санкт-Петербургской губернии» за 1905 год мызы Сельцо и Муратово, а также лесная дача Лубинская общей площадью 4856 десятин принадлежали барону шталмейстеру Михаилу Николаевичу Корфу.
На карте 1913 года обозначается как мыза Сельцо.
С 1917 по 1922 год деревня Сельцо входила в состав Селецкого сельсовета Витинской волости Петергофского уезда.
С 1922 года в составе Каськовского сельсовета Бегуницкой волости.
С 1923 года в составе Троцкого уезда.
С 1924 года в составе Тешковского сельсовета.
С 1926 года вновь в составе Каськовского сельсовета. Согласно данным переписи населения СССР 1926 года в деревне Сельцо проживали 272 человека, большинство русские, а также финны и немцы.
С 1927 года в составе Волосовского района.
С 1928 года вновь в составе Тешковского сельсовета.

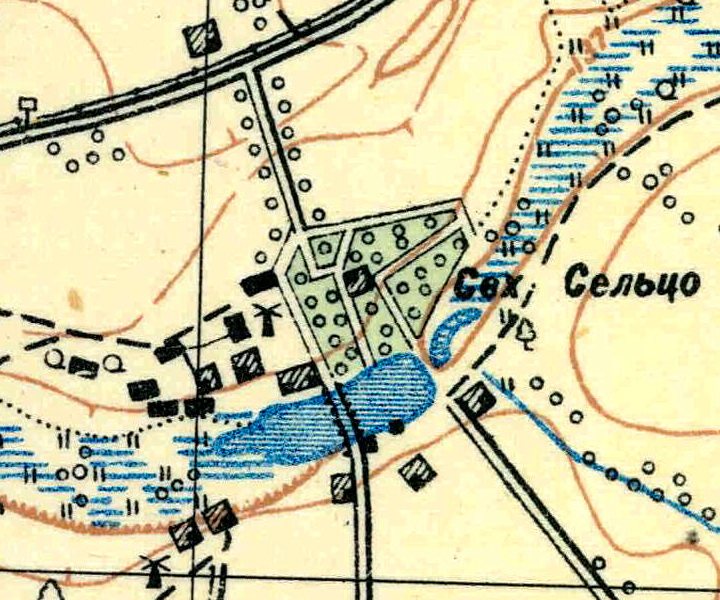
План посёлка совхоза Сельцо. 1931 год

Согласно топографической карте 1931 года на землях современного посёлка был организован совхоз Сельцо. В совхозе использовались две каменные ветряные мельницы.
По данным 1933 года деревня Сельцо входила в состав Тешковского сельсовета Волосовского района.
C 1 августа 1941 года по 31 декабря 1943 года деревня находилась в оккупации.
С 1959 года вновь в составе Каськовского сельсовета.
С 1963 года в составе Кингисеппского района.
С 1965 года вновь в составе Волосовского района. В 1965 году население деревни Сельцо составляло 893 человека.
По данным 1966 и 1973 годов посёлок Сельцо входил в состав Каськовского сельсовета.
По данным 1990 года посёлок Сельцо являлся административным центром Каськовского сельсовета, в который входили 9 населённых пунктов общей численностью 1912 человек. В самом посёлке проживали 1608 человек.
В 1997 году в посёлке Сельцо проживали 1695 человек, в 2002 году — 1826 человек (русские — 93 %), в 2007 году — 1731.
В 2008 году в Сельце появился аэродром.
В мае 2019 года Губаницкое и Сельцовское сельские поселения вошли в состав Клопицкого сельского поселения.

## География
Посёлок расположен в северо-восточной части района на автодороге А180 (E 20) (Санкт-Петербург — Ивангород — граница с Эстонией) «Нарва».
Расстояние до районного центра — 24 км.
Расстояние до ближайшей железнодорожной станции Волосово — 23 км.
К югу от посёлка расположен аэродром «Сельцо».

## Демография
| 1862 | 2002  | 2007  | 2010  | 2017  |
| ---- | ----- | ----- | ----- | ----- |
| 50   | ↗1826 | ↘1731 | ↗2066 | ↗2182 |

### Национальный состав
Согласно данным Всероссийской переписи населения 2021 года в посёлке проживали 2054 человека, из них:
 русские — 2001, белорусы — 5, украинцы — 5, азербайджанцы — 3, татары — 3, корейцы — 2, арабы — 1, кабардинцы — 1, молдаване — 1, мордва — 1, осетины — 1, чуваши — 1, эстонцы — 1, другие национальности — 16 человек, остальные национальность не указали.

## Достопримечательности
Остатки усадьбы, сада и пейзажного парка, принадлежавших К. Е. Сиверсу, Н. И. Корфу и их потомкам.

Усадьба Сельцо. 2017 год
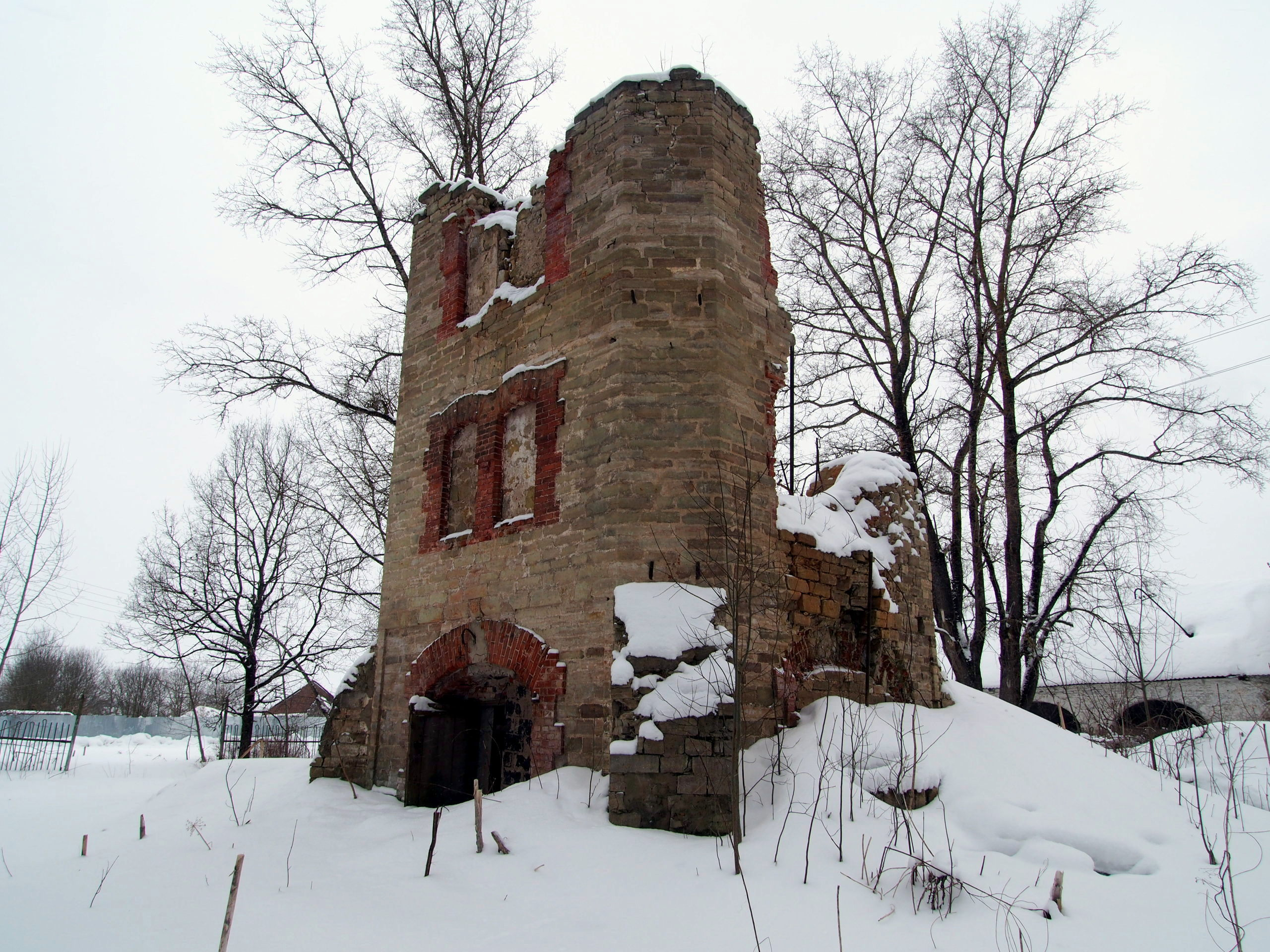
Башня Корфа
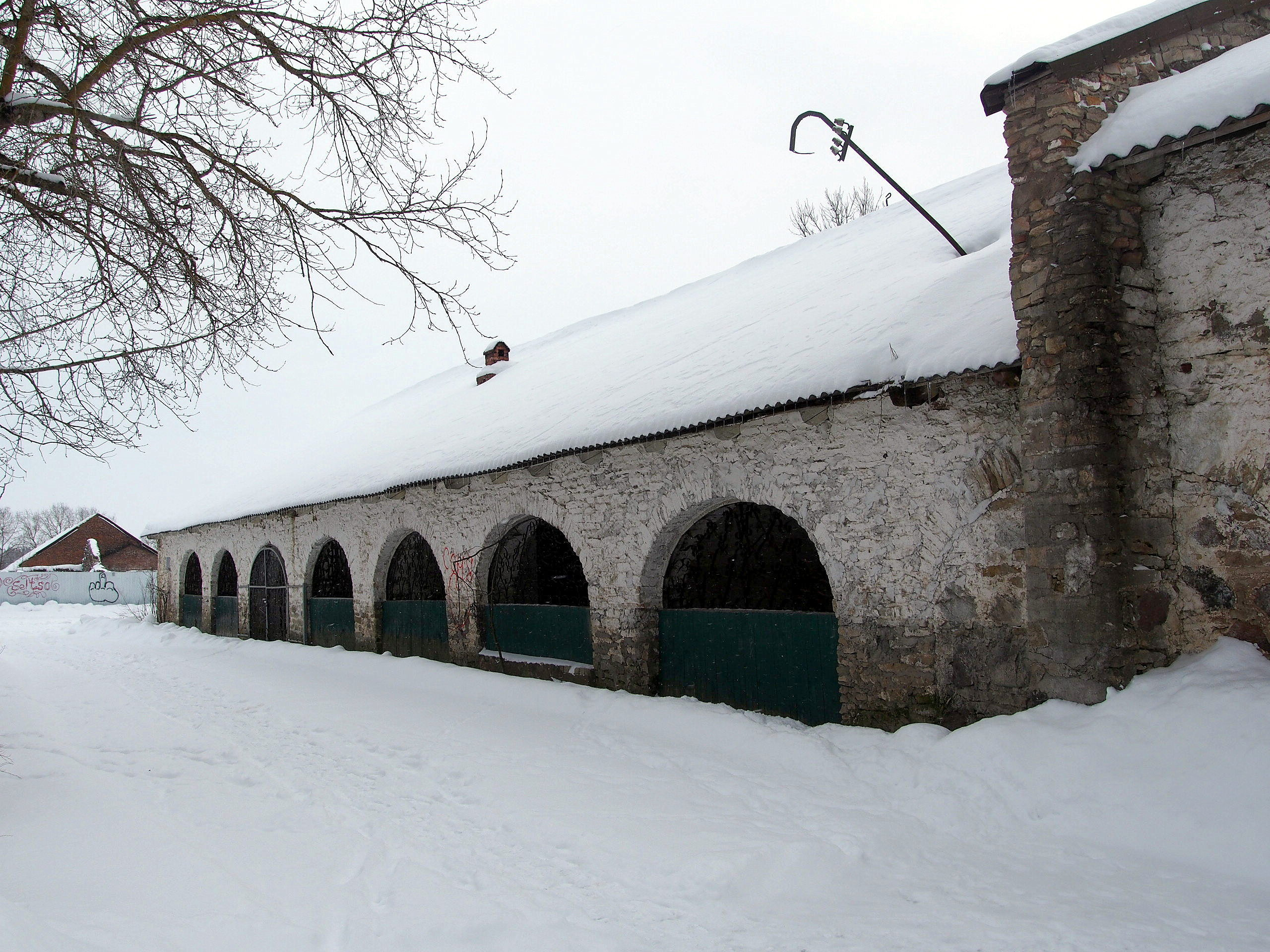
Каменный амбар
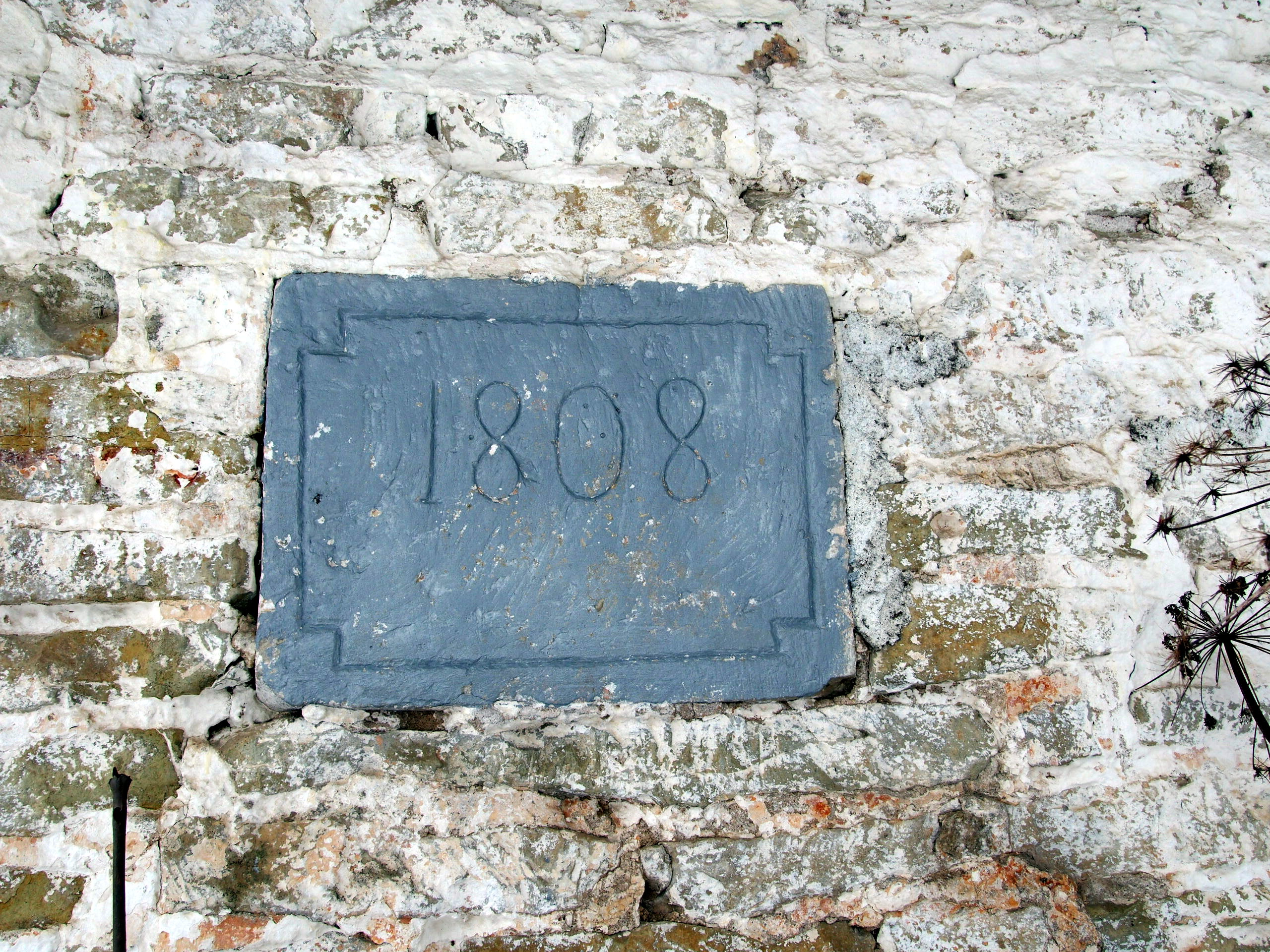
Табличка с датой постройки

## Улицы
Почтовая, Придорожная, Ямская.